# Stadtbefestigung Soest

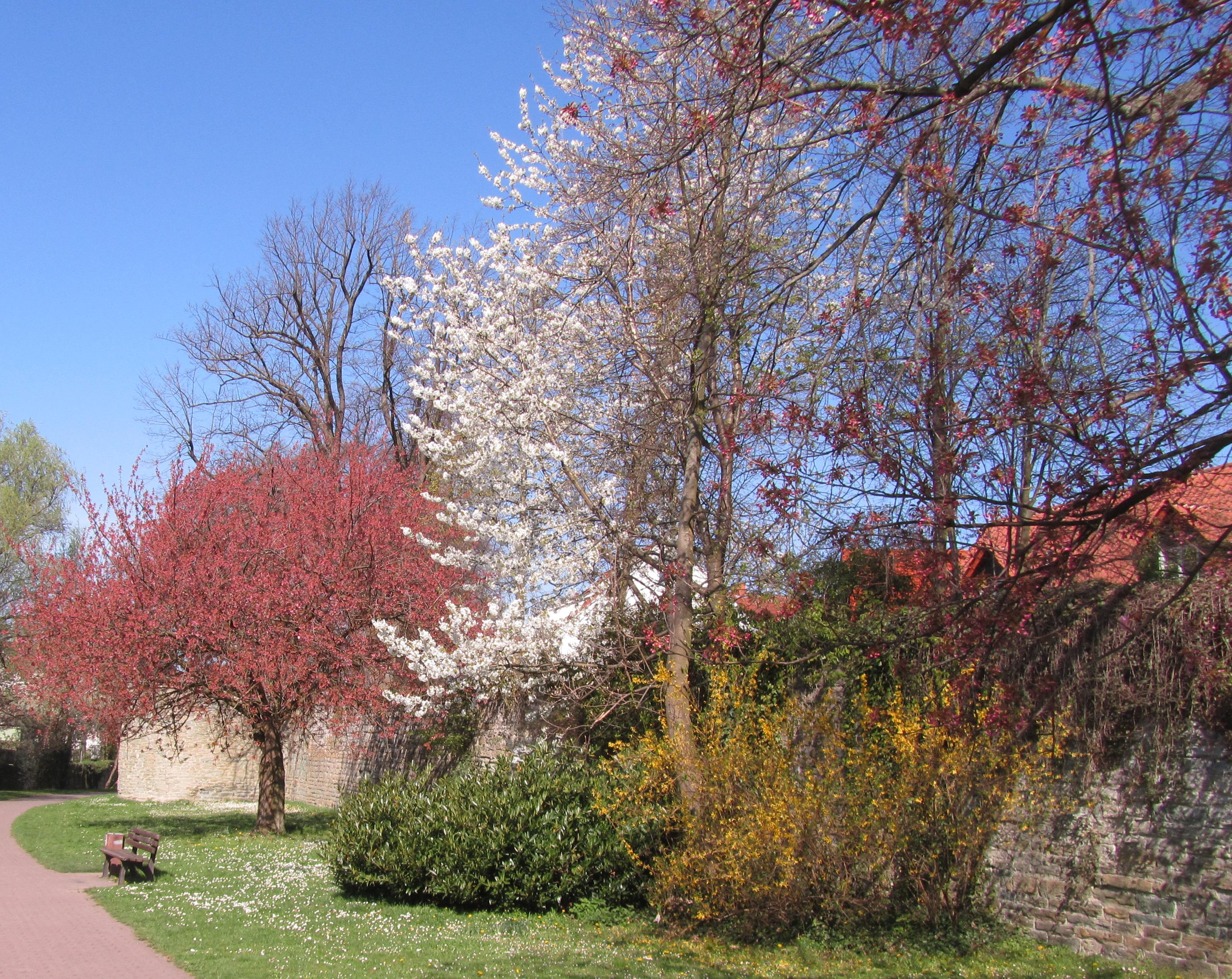
Gräfte und Wall im Mai

Die ursprünglich mittelalterliche Soester Stadtbefestigung umschließt die historische Altstadt von Soest. Sie ist aufgrund ihres Erhaltungszustands, ihrer Größe und ihres parkartigen Ausbaus ein historisches Denkmal und eine Sehenswürdigkeit. Sie ist die längste noch existierende mittelalterliche Wallmauer in Deutschland.

## Anlage
Die auf das Ende des zweiten Drittels des ersten Jahrtausends zurückgehende Altstadt von Soest besteht aus mehreren Siedlungskernen, die durch die heutige Stadtmauer im 12. Jahrhundert ringförmig zusammengefasst wurden. Diese Natursteinmauer war 3,8 km lang, etwa 1,70 m dick, ab dem 13. Jahrhundert 7 m hoch und stand auf einem 3 m hohen Erdwall. Ihr vorgelagert war eine 21 m breite „Gräfte“ (der Wallgraben). Die Mauer war, wie allgemein üblich, mit Zinnen und Wehrgang ausgestattet. Die von ihr umfasste Altstadt gehört mit 102 ha Fläche zu den größten mittelalterlichen Stadtanlagen in heutigen deutschen Grenzen, zur Zeit ihrer Erbauung war sie der Fläche nach die siebtgrößte Stadtanlage im genannten Gebiet.

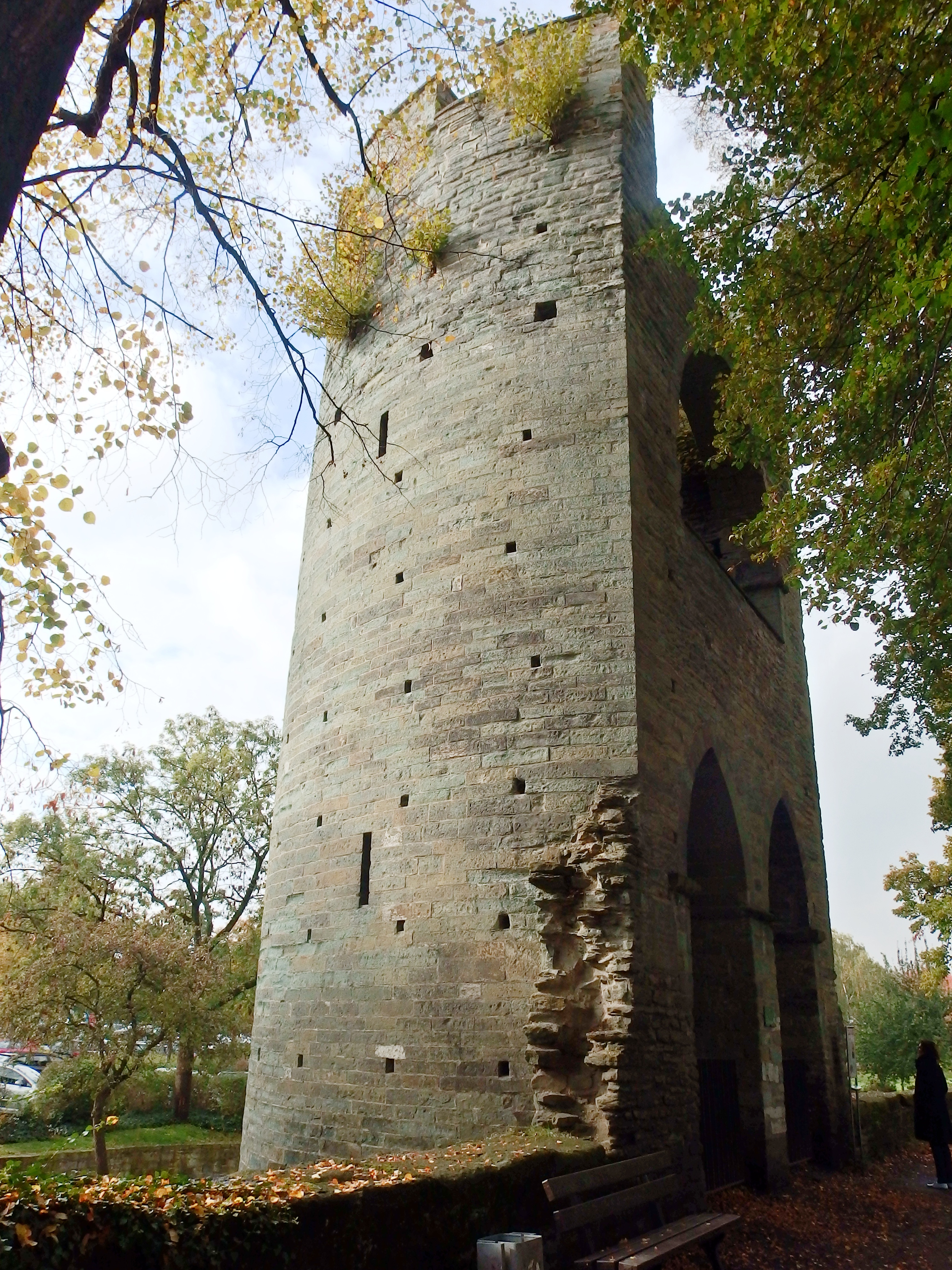
Kattenturm innenstadtseitig, gut zu sehen ist an der Ansatzstelle zur Mauer die ursprüngliche Mauerhöhe

Die Befestigung ist auf 2,5 km der ursprünglichen Länge erhalten und besteht aus der inneren Stadtmauer mit dahinter liegendem Wall (daher sagt man örtlich auch die Umwallung, die Wälle oder der Wall), der vor der inneren Mauer liegenden Gräfte sowie historisch der kaum noch erhaltenen äußeren Befestigungsmauer. Innere und äußere Mauer wurden aus dem für Soest und Umland typischen grünen Anröchter Stein erbaut.
Die Mauerhöhe der inneren Mauer ist heute im größten Teil des Verlaufs gegenüber der mittelalterlichen Höhe um mehrere Meter reduziert, gut erkennbar am Kattenturm. Die äußere Mauer ist als Stadtmauer kaum noch zu erahnen (Teilabriss 1586 und später).

### Stadttore
Von den ehemals zehn Stadttoren (acht Haupttore und zwei Nebentore) sind nur noch das (innere) Osthofentor (1594–1603) sowie Teile der neuzeitlichen Zollbauten am Jakobitor erhalten.
Die Lage aller acht Haupttore ist noch heute vollständig anhand der Straßennamen (z. B. Osthofentor und Osthofenstraße) ablesbar, wobei die wie das Tor benannte Straße stets bis in die Stadtmitte zum Markt bzw. zum heutigen Postdamer Platz verläuft und die innere Wallstraße jeweils die Namen der beiden Haupttore kombiniert, die sie verbindet (z. B. Osthofen-Thomä-Wallstraße). Auch die Lage der beiden Nebentore ist weiterhin anhand der Straßennamen zu erkennen. Vom Nordosten ausgehend im Uhrzeigersinn lauten die Namen der Tore:
- Osthofentor (Haupttor)
- Thomätor (Haupttor, am historischen Hellweg gelegen)
- Grandwegertor (Haupttor)
- Ulrichertor (Haupttor)
- Jakobitor (Haupttor, am historischen Hellweg gelegen)
- Nöttentor (Haupttor)
- Schonekindtor (Nebentor)
- Brüdertor (Haupttor)
- Schültingertor (Nebentor)
- Walburgertor (Haupttor)

### Türme und Bastionen
Von den ehemals 26 Türmen steht der Kattenturm noch ganz; weitere Türme sind noch bis zur Mauerhöhe als vorgelagerte halbkreisförmige Turmstümpfe erhalten, also nicht mehr freistehend. Mehrere Mauerbereiche waren bastionsartig ausgebildet, am deutlichsten heute noch sichtbar an der Schonekindbastion nahe dem Austritt des Soestbachs aus der Altstadt.

## Geschichte

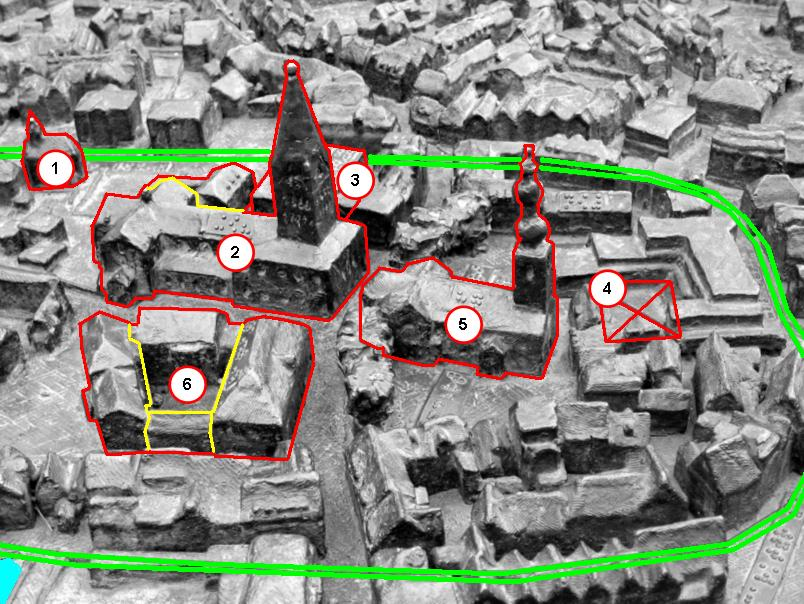
Innere Altstadt mit der grün markierten, im Straßenverlauf noch nachvollziehbaren Grenze der „karolingisch-ottonischen“ Befestigung

Die Soester Hofen teilen sich den durch die Stadtbefestigung des 12. Jahrhunderts definierten kreisrunden Innenstadtbereich auf. Jeder Hofe ist ein Mauerabschnitt zugeordnet. Im zentralen Straßennetz der Innenstadt ist die rechteckige ursprüngliche „karolingisch-ottonische“ Befestigung nachzuvollziehen.

Die Befundlage zu Vorgängerbefestigungen ist unterschiedlich, nachgewiesen ist eine rechteckige ca. 4,5 ha umfassende „karolingisch-ottonische“ Befestigung vom 9.–11. Jahrhundert. Diese umfasste die erzbischöfliche Pfalz sowie zwei Kirchen und zeichnet sich noch heute im Stadtkern ab. Neben einer stellenweise nachgewiesenen Mauer finden sich sukzessive nach außen verlegte Gräben. Eine Niederlegung dieser Befestigung wird ins 11. Jahrhundert datiert. Ob darüber hinaus und in welchem Maße ältere Siedlungskerne (vor bzw. außerhalb der karolingisch-ottonischen Befestigung) wie zum Beispiel das Sälzerviertel des 7.–8. Jahrhunderts befestigt waren, ist nach derzeitigem Stand (2023) offen. In jedem Fall dürfte es sich dabei nur um einfache Schutzmaßnahmen gehandelt haben, da der Ausbau von Ortsbefestigungen in Deutschland erst im Zuge des fränkischen Machtverfalls, der Wikingerzüge und Ungarneinfälle ab dem 10. Jahrhundert stattfand. Im 11. Jahrhundert ist eine deutliche Verdichtung im westlichen und südlichen Teil der heutigen Altstadt zu beobachten, daher wird eine ausgedehnte Vorgängerbefestigung von Ende des 11. Jahrhunderts für diesen Bereich der heutigen Altstadt (evtl. Teile der späteren Stadtmauer vorwegnehmend) diskutiert.
Die ringförmige innere Mauer der hochmittelalterlichen Stadtbefestigung wurde unter Philipp von Heinsberg errichtet, traditionell wird 1180 angenommen. Der Kölner Erzbischof verfolgte offenbar die Anlage einer Nebenresidenz in seinen westfälischen Besitzungen, eventuell auch die Gründung eines Bistums, als Gegengewicht zu den Bistümern von Münster und Paderborn, und förderte daher den Stadtausbau. Auf die Zusammenfassung der Ansiedlungen in einer gemeinsamen Stadt geht vermutlich auch die Einrichtung der Soester Hofen zurück, ursprünglich wohl zu dem Zweck, die Verteidigung der Mauerabschnitte zu organisieren. Die der Mauer vorgelagerten Türme wurden im 13. Jahrhundert errichtet.
Die Errichtung einer äußeren Mauer im Abstand von 65 m mitsamt eines weiteren vorgelagerten Grabens geht auf das 14. Jahrhundert zurück.
Im 14. Jahrhundert wurde ein an der inneren Stadtmauer anliegender Befestigungswall errichtet. Befestigungswälle anstelle bloßer Mauern reagierten auf die Fortschritte in der Geschütztechnik. Seit dem 16. Jahrhundert ist eine Windmühle auf der Bastion zwischen Jakobi- und Nöttentor belegt.
Auf Initiative Friedrichs des Großen wurde der (innere) Stadtwall ab 1750 mit über 600 Maulbeerbäumen für die Seidenraupenzucht bepflanzt. Von 1818 bis 1827 wurde der inzwischen verfallene innere Wall wieder hergerichtet und darauf ein baumbestandener Promenadenweg angelegt, im Westen und Norden mit Linden und im Osten und Süden mit ca. 300 Pappeln bestanden. Die Bepflanzung mit Linden erweist sich als dauerhaft. Heute wachsen rund 600 Linden, z. T. fast 200 Jahre alt, auf dem Stadtwall. Diese Kombination aus mittelalterlicher Stadtmauer und baumbestandener Wallpromenade findet sich in Europa heute nur noch bei der italienischen Stadt Lucca.
Im 19. Jahrhundert verpasste die Stadt Soest zunächst den wirtschaftlichen Anschluss. Wie in anderen Städten auch, wurde die Stadtmauer mehr und mehr als ein Hindernis (mit Unterhaltungskosten) der wirtschaftlichen Entwicklung wahrgenommen. Teile der Mauer, die Türme und dann auch die Stadttore wurden abgetragen, die Gräfte privat genutzt. Ein bedeutender Einschnitt war der Abriss der nördlichen Mauer zugunsten der Eisenbahn im 19. Jahrhundert. Um den Erhalt der restlichen Mauer entbrannte ein Streit, die Erhaltung wurde von der preußischen Bezirksregierung in Arnsberg durchgesetzt. Gewünscht wurde von Teilen der städtischen Wirtschaft vor allem eine bessere Durchlasssituation, um die Innenstadt nicht von der Entwicklung außerhalb abzuschnüren. Nach Jahrzehnten des Tauziehens wurden zu Anfang des 20. Jahrhunderts vier Mauer-/Wall-Durchlässe geschaffen, die heute nur von Fußgängern verwendet werden. Diese Durchlässe befinden sich etwa in der Mitte des jeweiligen Abschnitts zwischen den Stadttoren.
Im Laufe des 20. Jahrhunderts wurde die Gräfte sukzessive zu einer weiteren Promenade ausgebaut, bestehende Einrichtungen, Gärten und Bauten entfernt, zuletzt südlich des Osthofentors. Im Bereich der Rosenplätze sind dieser Gräften-Promenade weitere Parkanlagen vorgelagert.
Vereinzelt finden sich im Wall Räume aus verschiedenen Zeiten, darunter ein mittelalterlicher Brunnen und Schutzräume aus dem Zweiten Weltkrieg.
Eine bleibende Herausforderung ist die Erhaltung der mittelalterlichen Mauern. So stürzte in den 1990er Jahren ein kurzer Abschnitt der inneren Mauer zwischen Grandweger- und Thomä-Tor ein. Den Erhaltungs-, Restaurierungs- und Sicherungsbemühungen fielen nach 2010 weite Teile des einstigen Efeubewuchses zum Opfer, da Efeu das Mauerwerk schädigt. Seit 2010 wurde die Wallpromenade schrittweise erneuert und ausgebaut. Umstritten war die teilweise Verjüngung des Baumbestands.

## Galerie

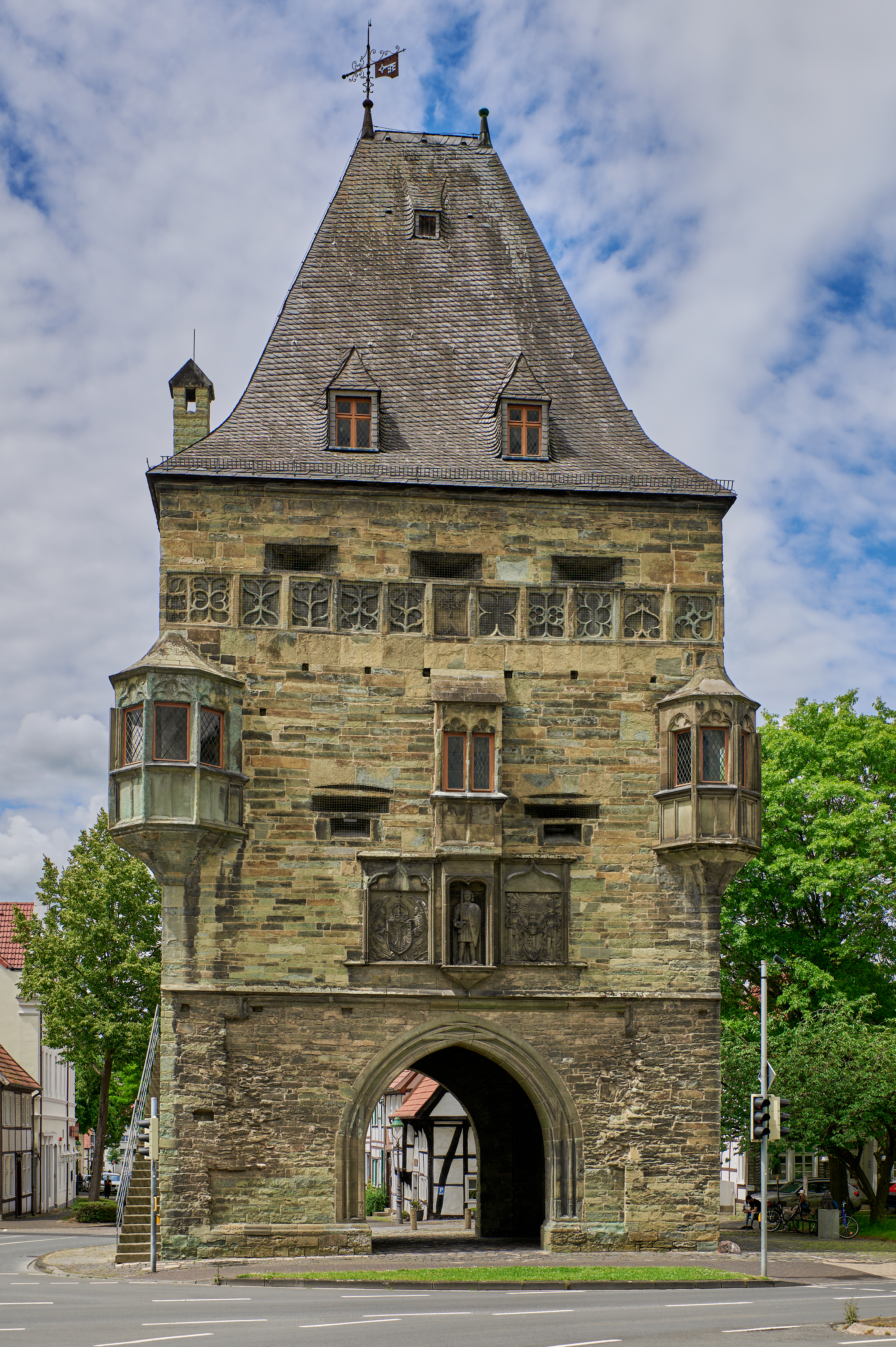
Osthofentor (Außenseite) von Osten gesehen
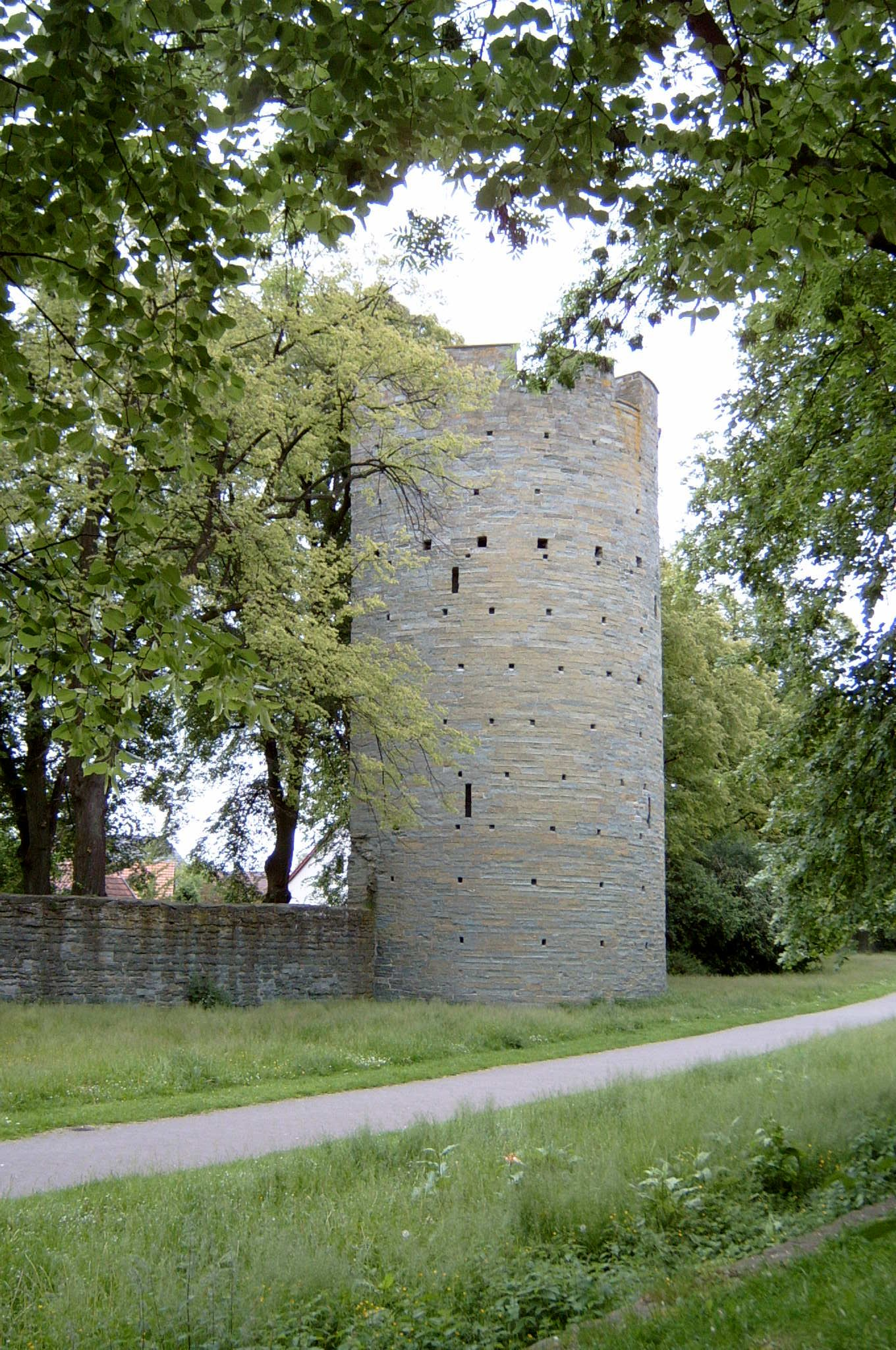
Kattenturm
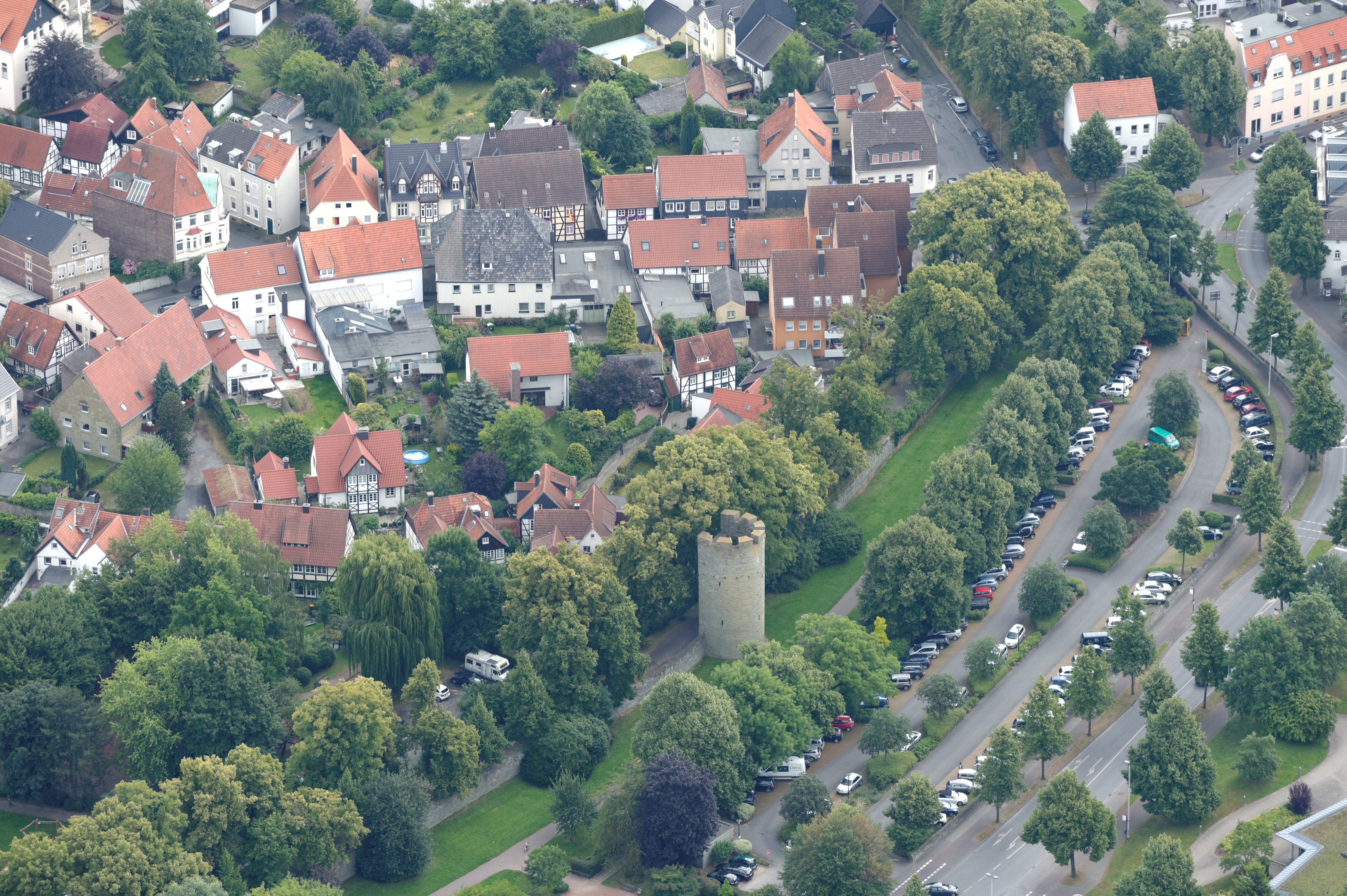
Wall mit vorgelagerter Gräfte im Bereich Ulrichertor
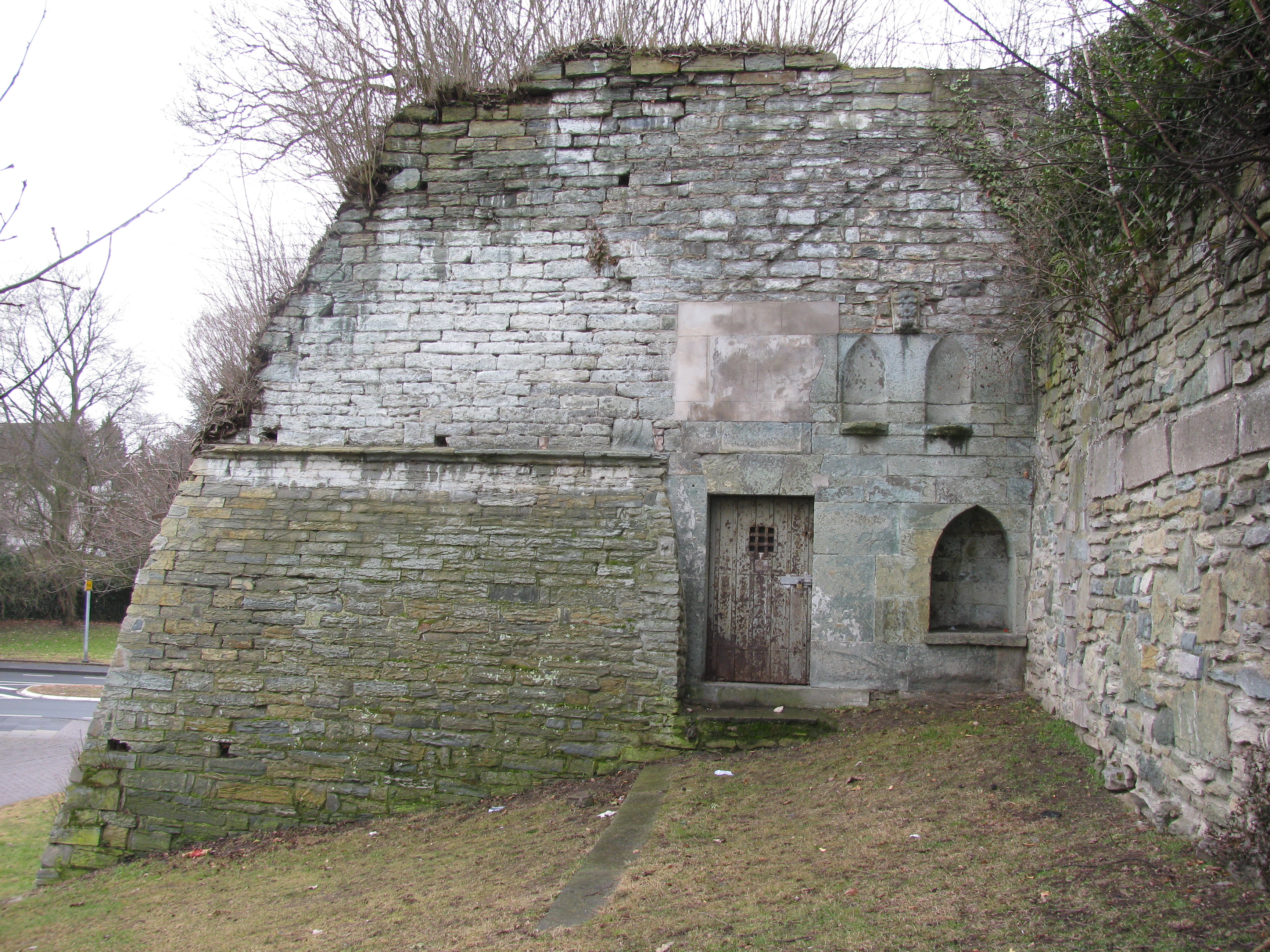
Bastion als Teil des ehemaligen Grandwegertors
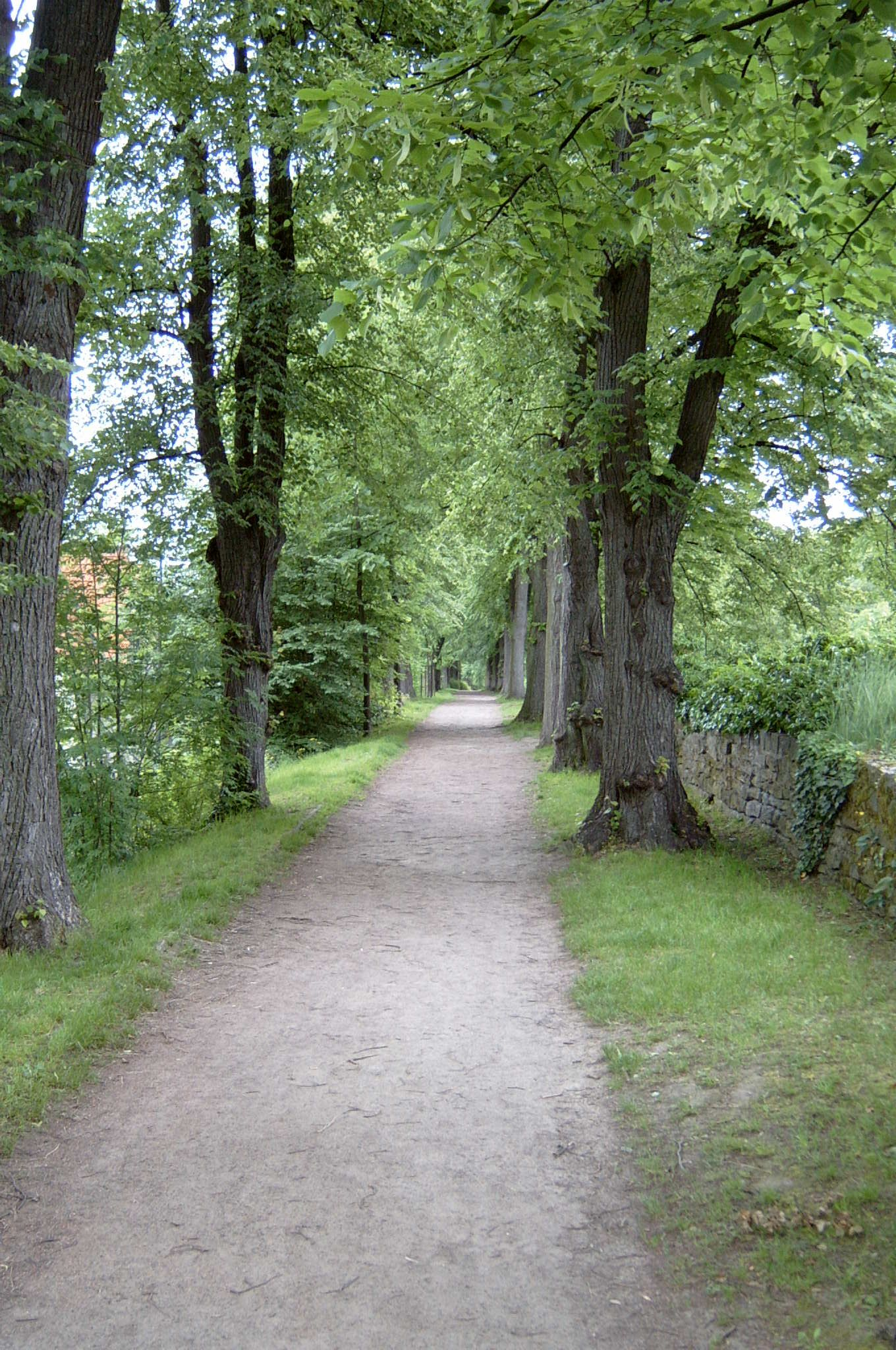
Promenade auf dem Stadtwall
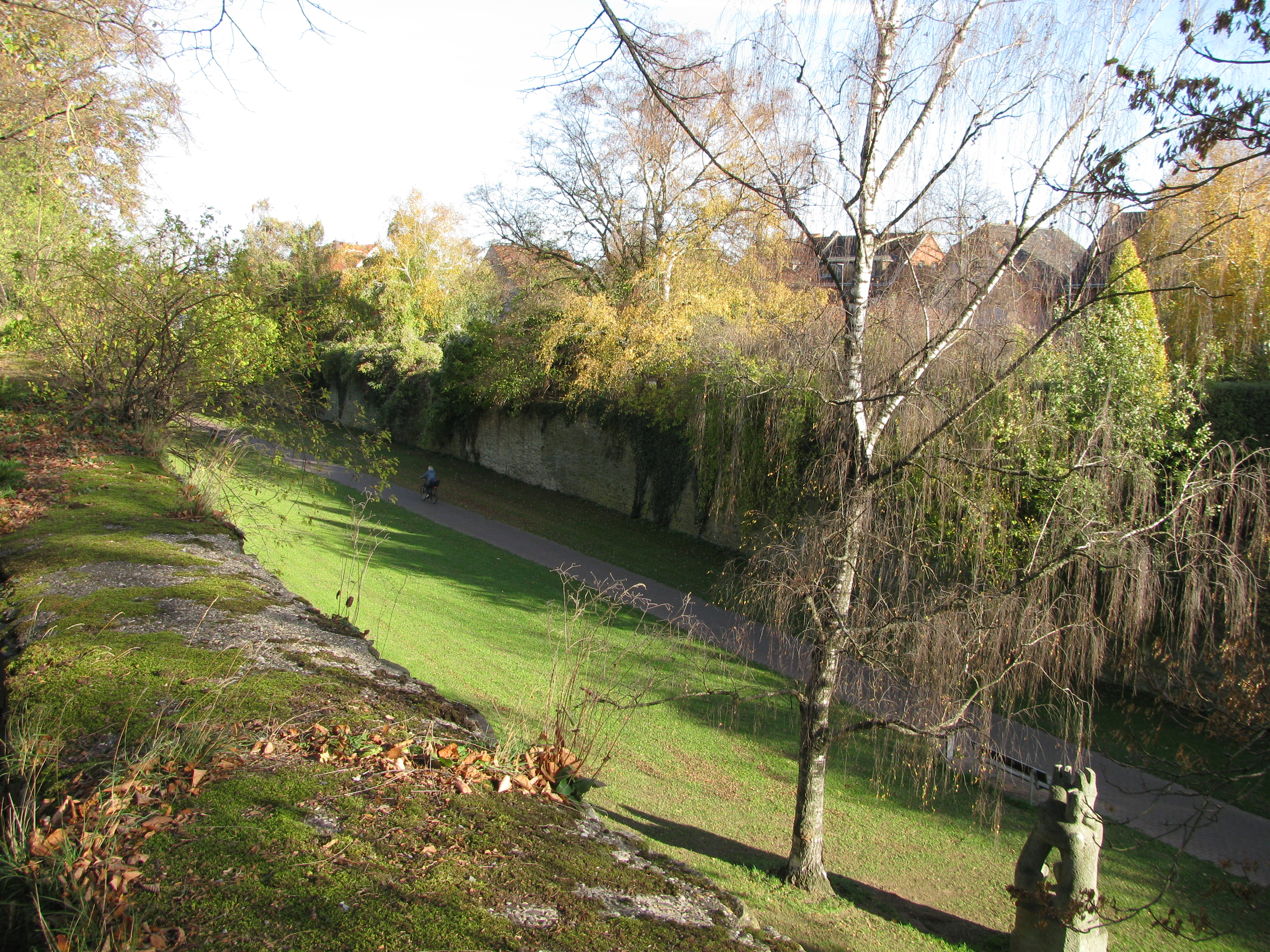
Gräfte vom Wall aus betrachtet
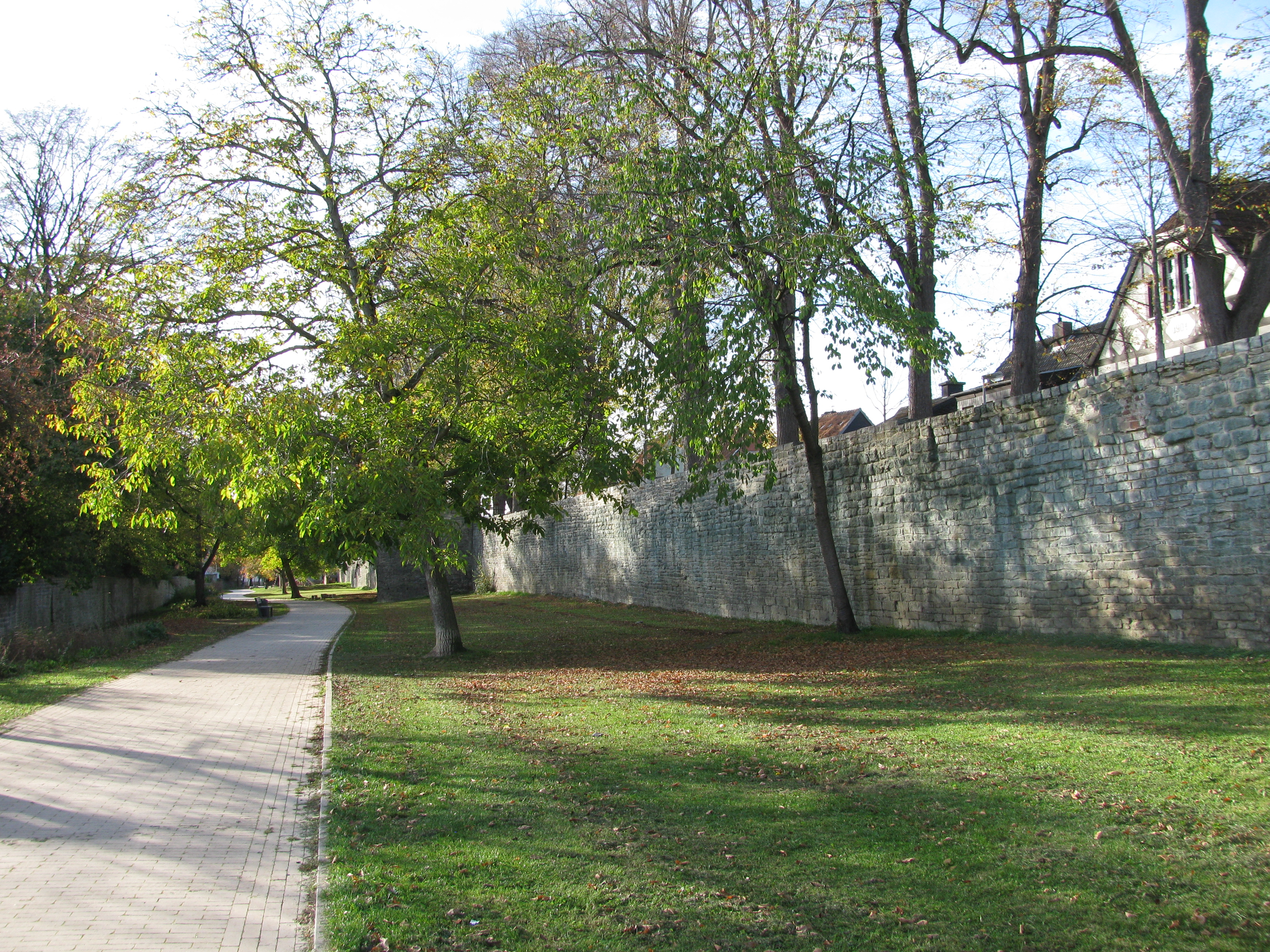
Gräfte am Brunowall
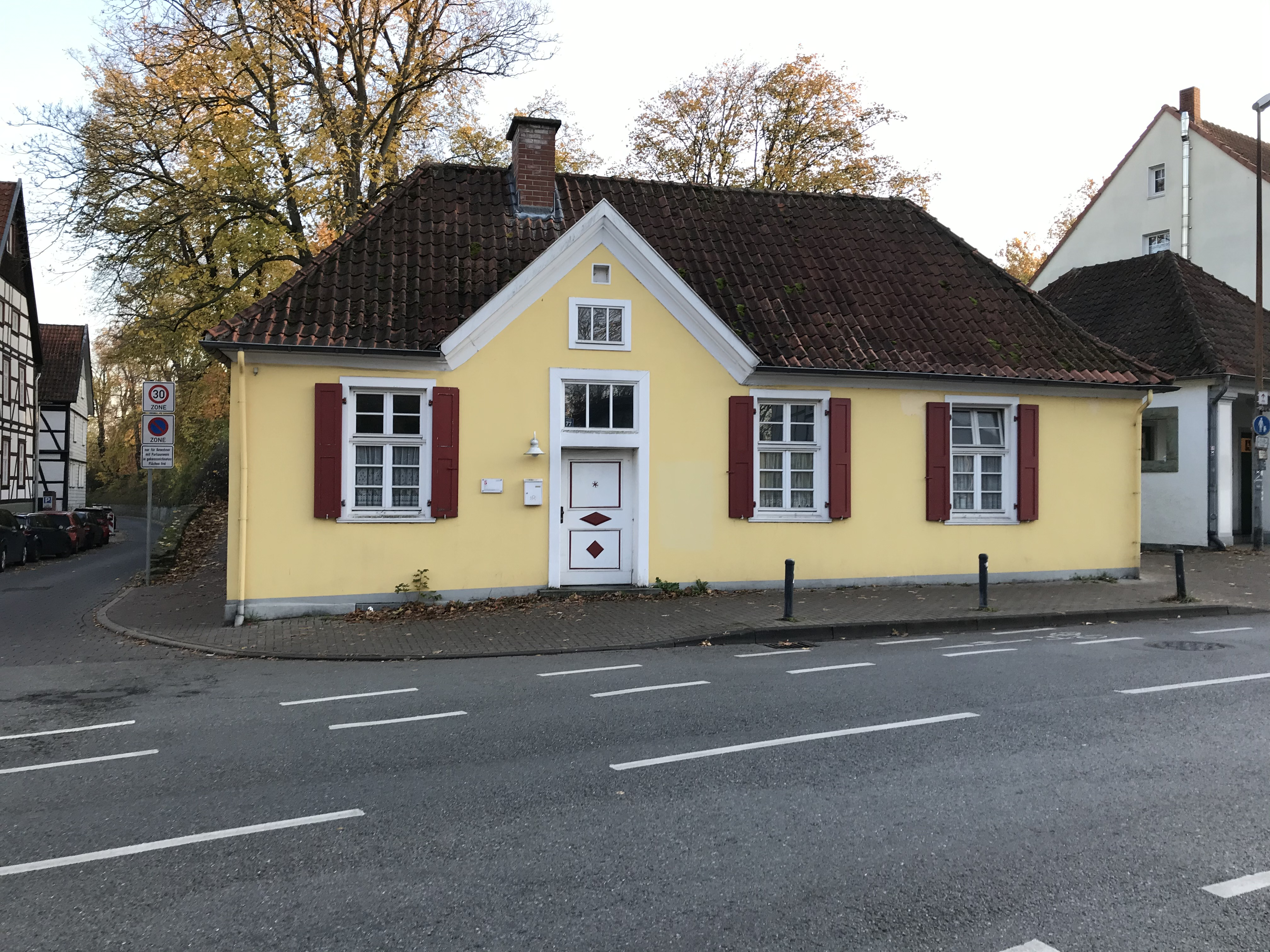
Klassizistisches Torhaus am Jakobitor